# White Mountains (New Hampshire)
White Mountains (în română Munții Albi) este un lanț muntos care o ocupă un sfert din teritoriul statului New Hampshire, SUA. Cel mai înalt vârf fiind Mount Washington cu altitudinea de 1917 m deasupra n.m.. Denumirea de munți albi se datorează zăpezii care acoperă piscurile deja toamna timpuriu și rocilor de granit. O caracteristică a masivului sunt văile de tip trog (în formă de „U”). Regiunea este acoperită de păduri fiind adecvată sporturilor de iarnă, și drumețiilor, locurile mai vizitate de turiști fiind Attitash, Black Mountain, Mount Cranmore, Waterville Valley și Wildcat Mountain.